# Värmekamera

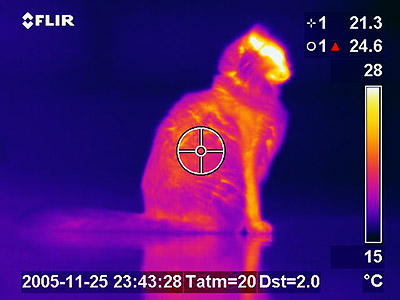
En katt avbildad i termiskt infraröd, med falska färger.

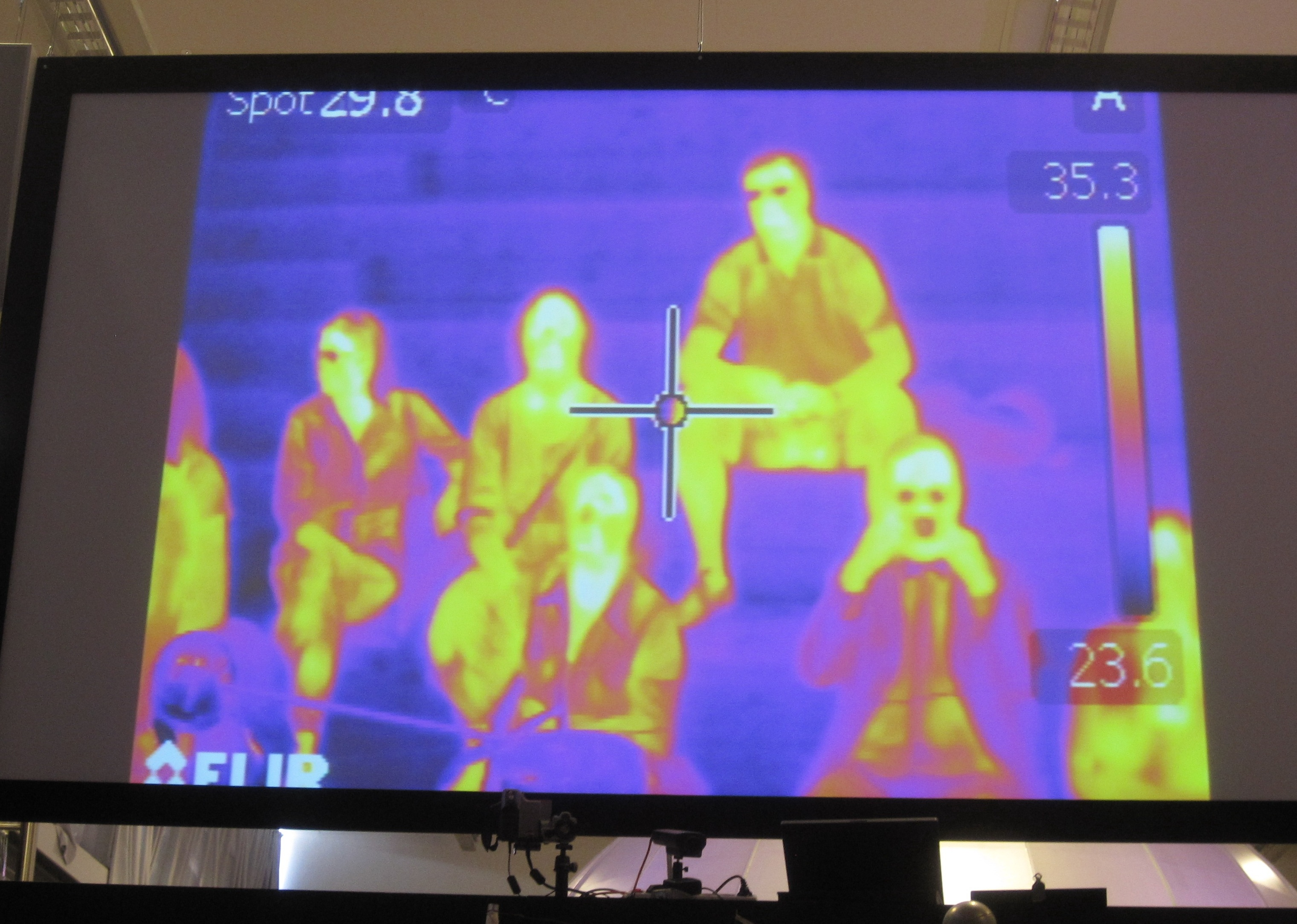
En grupp människor fångade av värmekameran på Vattenhallen Science Center vid Lunds tekniska högskola.

Värmekamera (forward-looking infrared, FLIR), även kallad termisk kamera eller det mindre specifika infraröd kamera, är en anordning som fångar en bild på infraröd strålning, som en vanlig kamera fångar en bild på synligt ljus. Istället för det synliga ljuset på 400–700 nm "ser" värmekameran vanligtvis i området 5 000–14 000 nm (5-14 µm). Värmekameror för kortare våglängder, 1000–5000 nm (1–5 µm) kallas för termisk kortvågs-kamera, men det är vanligare med engelska SWIR (Short Wave Infra Red).
Värmekameran är uteslutande ett elektrooptiskt system idag, men tidigare har det funnits speciella kameror som tagit foton inom samma område av elektromagnetisk strålning. 
En värmekamera ska inte blandas ihop med bildförstärkare, som detekterar mycket svagt synligt ljus och kortvågigt infrarött ljus (600–1200 nm).

## Teknik

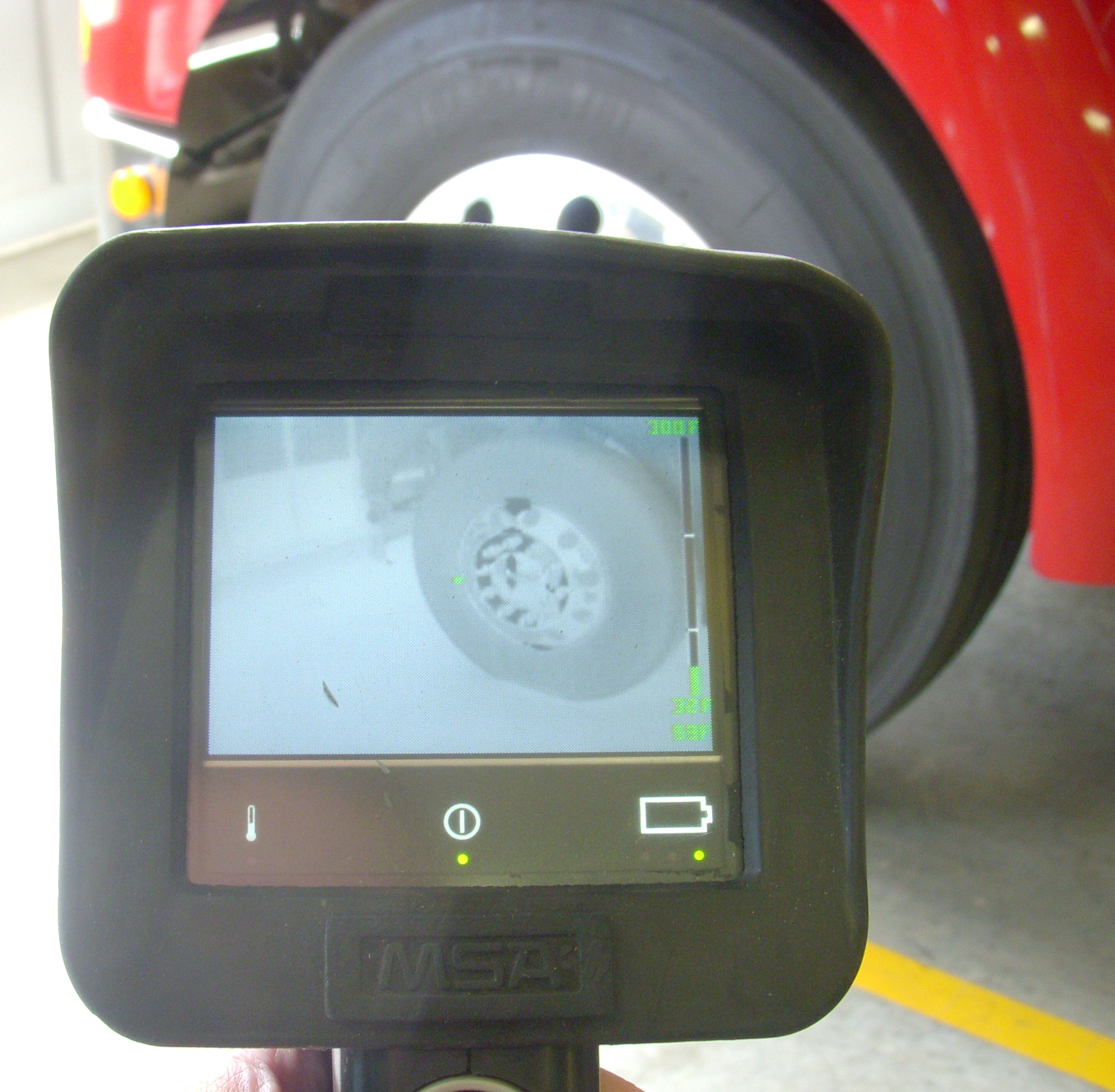
Däck genom en handhållen MSA Evolution 5000 värmekamera.

Värmestrålning är bara en liten del av det elektromagnetiska strålningsområdet som täcker allting från gammastrålning, röntgenstrålning, ultraviolett strålning, synligt ljus, infraröd strålning hela vägen till mikrovågor och radiovågor. Det som skiljer dem åt är våglängden. Alla föremål utstrålar en viss del energi beroende på deras temperatur. Generellt gäller att ju varmare ett föremål är, desto mer strålning i det infraröda termiska området utstrålas. En speciell sensor kan känna av och mäta denna strålning, precis som en ljussensor kan mäta mängden synligt ljus. Det fungerar i totalt mörker då det inte är beroende av omgivningsljus, och är mycket användbart för att mäta värme på avstånd med en termometer, som den moderna örontermometern för att mäta kroppstemperatur, eller för att mäta på punkter på avstånd i industrimiljöer.
Precis som den numera vanliga digitalkameran har en bildsensor bestående av många små delar som ser synligt ljus har värmekameran en bildsensor som består av många små delar som istället mäter mellan- eller långvågig infraröd strålning, värmestrålning. Bilder från värmekamerasystem är vanligtvis i gråskala då bildsensorn består av bara en typ av sensor och inte ser skillnad på vilken nyans av värmestrålning det är. Ibland, som på bilden ovanför på katten används falska färger för att representera temperaturskillnad istället för gråskala, eftersom det mänskliga ögat har mycket lättare att ske skillnad på nyanser än ljusstyrka. För att mäta temperaturer är det ljusaste vanligtvis varmast och vitt, följt av gult, rött och det svalaste är blått. En skala jämte i bilden används för att ge en mått på vad det motsvara i verklig temperatur.
På svartvita värmekameror går vanligtvis att växla mellan "White Hot/WH" (vitt är varm) och "Black Hot/BH" (svart är varmt), för att lättare anpassa bilden för att se det man behöver, då det är lättare avgöra en nyans av mörkt än en nyans av ljust då ögat bländas av omgivande ljus.
En värmekameras bildsensor är mycket mer avancerad och har mycket lägre upplösning än vanliga digitalkameror. Oftast består bilderna av 160×120 eller 320×240 bildpunkter (0,02–0,08 megapixel att jämföra med en normal digitalkamera idag på 10 megapixel eller mer), och är mycket dyrare att tillverka än vanliga digitalkameror. Då värmekameror jobbar med värmestrålning är det problem med brus i elektroniken och uppvärmning av bildytan, speciellt i okylda kameror, vilket skapar problem med låg känslighet och släpighet i bilden.
En modern värmekamera har en bildsensor, vanligtvis kallad mikrobolometer FPA (Focal Plane Array), och de små sensorerna bildsensorn är uppbyggd av består vanligtvis av något av halvledarlegeringarna InSb (indium-antimon), InGaAs (indium-galliumarsenid), HgCdTe (kvicksilver-kadmium-tellur) och QWIP. Ämnet avgör vilket område bildsensorn "ser" i okylda system. Äldre metoder och moderna system med riktigt hög känslighet kräver ofta kylning till låga temperaturer, ibland med flytande kväve.

## Användning

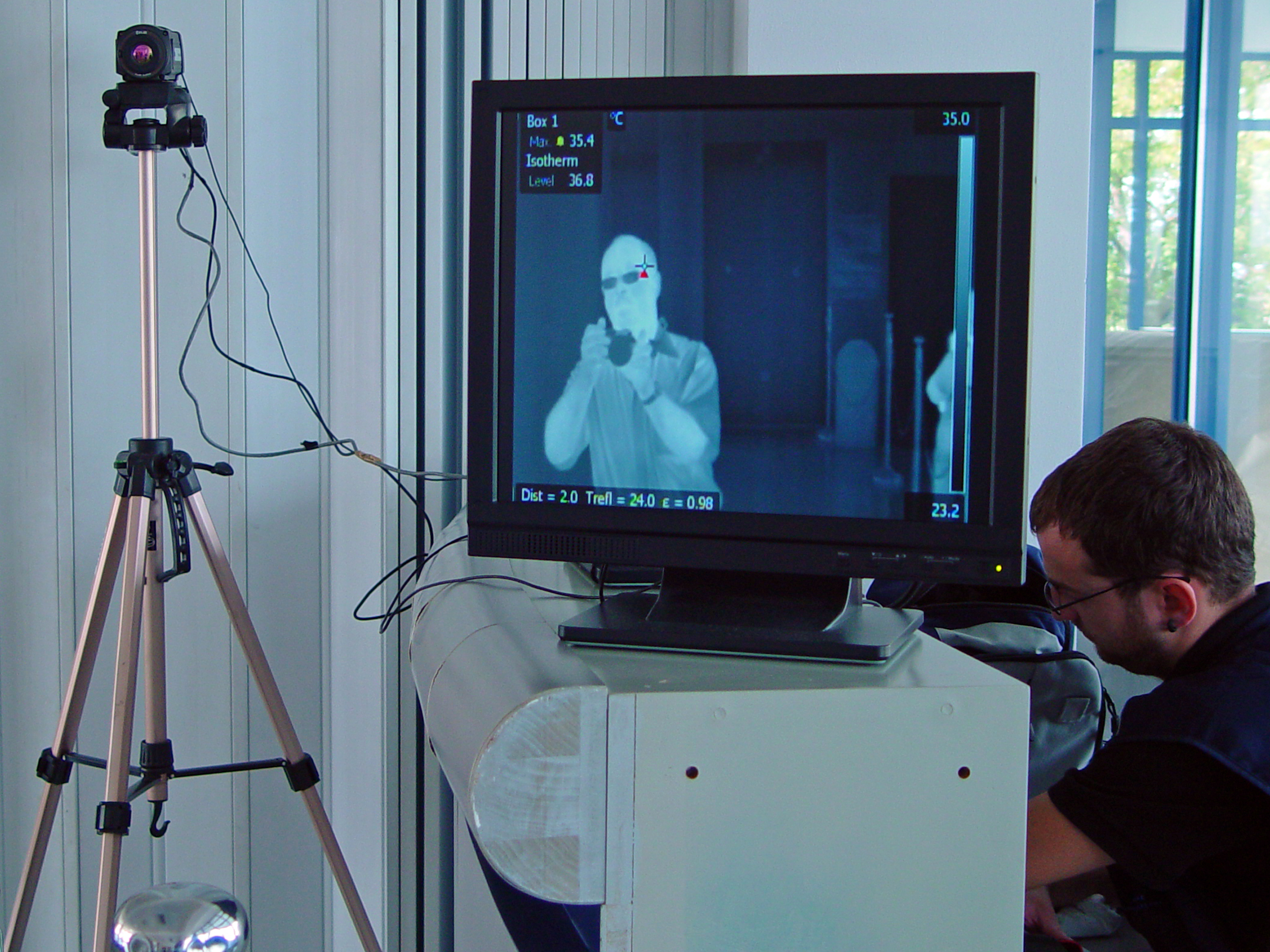
Termisk kamera och monitor, flygplatsterminal i Grekland.

Värmekameror har många användningsområden. Brandmän kan använda dem för att se genom rök och hitta personer eller dolda ställen där det brinner, i industri används det för att hitta varma punkter i maskiner och elskåp, i byggbranschen används det för att hitta ställen med dålig isolering av hus, eller läckage i kylsystem, och det är till stor nytta inom astronomin, som i Spitzerteleskopet. Värmekameror har börjat användas på flygplatser för att detektera människor med förhöjd kroppstemperatur, feber, som kan vara bärare av exempelvis H1N1-virus.

### FLIR
För militärt, polisiärt och säkerhetsmässigt bruk, är det inte minst i USA vanligt att utrusta helikoptrar och även flygplan med värmekameror, och den vanligaste placeringen är framtill under nosen, varav uttrycket FLIR kommer ifrån, Forward Looking InfraRed (framåtblickande infrarött). Det finns även en tillverkare som heter FLIR, varför namnet står på utsidan av produkten och ibland i bildytans kant som i bilden av katten längst upp.

### Undervisning
I och med att värmekameror alltmer används för personligt bruk, exempelvis i hemmet för att kontrollera energiförbrukning, har priset för tekniken sjunkit. I takt med detta har det föreslagits att de kan användas i naturvetenskaplig undervisning som visualiseringsteknik för värmerelaterade fenomen, vanligt förekommande inom undervisning av termodynamik. Forskning på användandet av värmekameror i grundskoleundervisning, för förståelse av värmeöverföring, har visat att det behöver kompletteras med någon typ av enklare förklaringsmodell av fenomenet för att lösa den kognitiva konflikt som kan uppstå hos de lärande kring att olika material känns olika varma vid rumstemperatur. 